# 小与島
小与島（こよしま）は香川県坂出市にある島である。もともとは島全体が花崗岩でできた小高い山だったが砕石によって削り取られ、現在は採掘場後に水がたまってできた池が多数ある。

## 概要
与島の東隣、与島塩浜港から東約1.5Kmの海上に位置する。
古くから周辺の島々と同様に「与島石」の採石が盛んで昭和の最盛期には人口約190人を数えたが、資源の枯渇により採石場が閉鎖されほとんどの住民は島外に出ていき2020年時点で1世帯が住んでいる。電気および水道は、瀬戸大橋に添架された送電線、送水管から隣接する与島を経由して供給されている。日本郵便株式会社から交通困難地に指定されており、直接郵便物は届かない。

## 観光
1988年の瀬戸大橋開通直後には一大観光ブームとなり、本州・四国の本土と陸路で接続された与島は、年間774万人の観光客を集めた。対岸にあたる本島も採石業衰退後の振興策として、島ごとレジャーランドにする構想が上がり、高級リゾートホテル「ホテルアクア小与島」が開業したが、バブル崩壊により経営難に陥り、数年で閉鎖された。建物は現在も取り壊されず、廃墟として現存する。
かつては、小与島にて営業していた民宿により、隣接する与島との間を結ぶ定期船が運航されていたが、2006年に廃止されている。与島と小与島間をロープウェイで結ぶ構想もあったが、未成に終わった。

## 交通
定期航路はない。児島港・坂出港・丸亀港などからチャーター船の利用が必要となる。